# Malkaz
Els Malkaz eran una antiga família de prínceps del regne d'Armènia que tenien el títol hereditari de comandant de la guàrdia reial.
El 378 Manuel Mamiconi, que havia assolit el poder a Armènia, per prevenir atacs perses, va demanar el protectorat persa i van enviar una ambaixada a Ctesifont dirigida pel príncep Gardjuil Malkhaz, ambaixada que fou molt ben rebuda per Shapur II de Pèrsia que així va obtenir l'objectiu pel qual havia anat a la guerra moltes vegades durant els seus 70 anys de regnat i no havia aconseguit.
Foren l'origen de la família Malxazuni o Malkhazuni.